# Petit-duc de Rodrigues
Otus murivorus
Espèce
Synonymes
- Mascarenotus murivorus'

Statut de conservation UICN

 EX  : Éteint
Le Petit-duc de Rodrigues (Otus murivorus, anciennement Mascarenotus murivorus) est une espèce d'oiseaux de la famille des strigidés aujourd'hui disparue et autrefois endémique de l'île Rodrigues, dans l'océan Indien.
Nocturne et carnivore, elle évoluait surtout dans les forêts de l'île, où elle se serait éteinte vers 1730. On ne la connaît que par des restes fossiles.

## Taxinomie
synonymes
- Strix murivora Milne-Edwards, 1873
- Carine murivora Günther & E. Newton, 1879

Avec le Petit-duc de la Réunion (Otus grucheti) et le Petit-duc de Maurice (Otus sauzieri), ces trois espèces formaient le genre disparu Mascarenotus mais le 20 janvier 2021, lors de la mise à jour 11.1 de sa classification de référence, l'Union internationale des ornithologues a décidé de placer ces trois espèces dans le genre Otus comprenant déjà la majorité des Petit-ducs.

## Informations complémentaires
- Faune endémique de Rodrigues
- Liste des espèces d'oiseaux disparues